# Шварценеггер, Кристина
Кристина Мария Аврелия Шварценеггер (англ. Christina Maria Aurelia Schwarzenegger; 23 июля 1991, Лос-Анджелес, Калифорния, США) — американская кинопродюсер и модель.

## Биография
Кристина Мария Аврелия Шварценеггер родилась 23 июля 1991 года в Лос-Анджелесе, в семье Арнольда Шварценеггера и Марии Шрайвер. У неё есть старшая сестра Кэтрин, два младших брата Патрик и Кристофер, а также сводный брат Джозеф Баэна. Имя "Мария" она получила от матери, а "Аврелия" в честь бабушки по отцовской линии.
С самого раннего детства Кристина принимала лекарственный препарат Аддералл (для лечения синдрома дефицита внимания и гиперактивности (СДВГ)). По её словам, после того, как она перестала использовать препарат, первые месяцы были трудными. Чтобы вернуться к нормальной жизни ей потребовалось 6-7 месяцев.
В 2013 году Кристина окончила Джорджтаунский университет (там же училась её мать). Во время церемонии вручения дипломов её мать, Мария Шрайвер, читала торжественную речь.
В ноябре 2019 года Кристина вместе со своим отцом организовали встречу с Гретой Тунберг, где они общались по вопросам об экологии. Через 3 месяца она поехала в Австрию, где прошёл благотворительный ужин по сбору средств для борьбы с климатическими изменениями.

### Карьера
В марте 2018 года Кристина попробовала себя в качестве исполнительного продюсера документального фильма «Прими таблетки (Take Your Pills)», посвящённый препарату Аддералл.
Также Кристина выступала в качестве актрисы в телешоу «Доктора (The Doctors)» и «Доступ к Голливуду (Access Hollywood)». Затем Кристина выступала в качестве модели в рекламных проектах. Её состояние оценивают в 4 миллиона $.

### Личная жизнь
Кристина скрывает свою личную жизнь. Она состоит в хороших отношениях со своими братьями и сестрой, а также с родителями, несмотря на их развод.